# Glypta angelica
Glypta angelica är en stekelart som beskrevs av Dasch 1988. Glypta angelica ingår i släktet Glypta och familjen brokparasitsteklar. Inga underarter finns listade i Catalogue of Life.